# City Supplier
Die City Supplier ist das erste Schiff mit Hybridantrieb, das in Amsterdam für die Ver- und Entsorgung von Gastronomiebetrieben eingesetzt wird. Im Rahmen der Initiative „Vracht door de Gracht“ („Fracht über die Gracht“) verkehrt es im Amsterdamer Grachtengürtel.

## Konstruktion
Das Schiff ist 20 Meter lang, 4,25 Meter breit und weist einen Tiefgang (leer) von 1,00 Meter auf. Erbaut wurde es von Bocxe in Delft.
Innerhalb der Grachten erfolgt der Antrieb mit einem 52 kW Elektromotor, der aus Akkus gespeist wird. Mit reinem Elektroantrieb sind bis zu zehn Betriebsstunden möglich. Außerhalb der Innenstadt übernehmen zwei geräuschgedämmte, schadstoffarme Jelmer-Valk-Dieselgeneratoren mit je 35 kW den Antrieb, die mit Biodiesel betrieben werden und während der Fahrt die Akkus wieder aufladen. Zum besseren Manövrieren in den engen Grachten ist ein Bugstrahlruder eingebaut.
Der Führerstand befindet sich im Bug des Schiffes. Der Laderaum beträgt 85 m³ und bietet Platz für 57 Rollcontainer oder 36 Europaletten. Auch Kühlcontainer können transportiert werden. Der mittschiffs an Bord eingebaute hydraulische Kran kann maximal 17 Tonnen heben, bei 15 Meter Auslage sind es noch 760 kg. Der Kran kann mit einer Fernsteuerung von Land aus bedient werden. Für den Weitertransport der Ladung an Land bis zu einer Entfernung von 150 Metern wird ein elektrischer Transportkarren an Bord mitgeführt.

## Aufgaben
Neben der Belieferung der innerstädtischen Gastronomie werden mit dem Schiff auch die organischen Abfälle dieser Betriebe eingesammelt und zu einer Raffinerie gebracht, die daraus Biodiesel herstellt. Durch den Einsatz der City Supplier werden Fahrten von Lastkraftwagen in der Innenstadt vermieden. Eine Schiffsladung entspricht der Ladung von vier LKW. Durch den Einsatz des Schiffes wird der Kohlenstoffdioxid-Ausstoß erheblich gemindert.